# Дом отдыха «Цей»
Дом отдыха «Цей» — упразднённый посёлок в Алагирском районе Республики Северная Осетия-Алания. Входил в состав Цейского сельского поселения. Исключен из учётных данных в 2015 году.

## Географическое положение
Посёлок располагался на левобережном склоне долины реки Цеядон, в 4 км к юго-востоку от центра сельского поселения Нижний Цей.

## Население
| 2002 | 2010 |
| ---- | ---- |
| 0    | →0   |